# Cartwright Junction

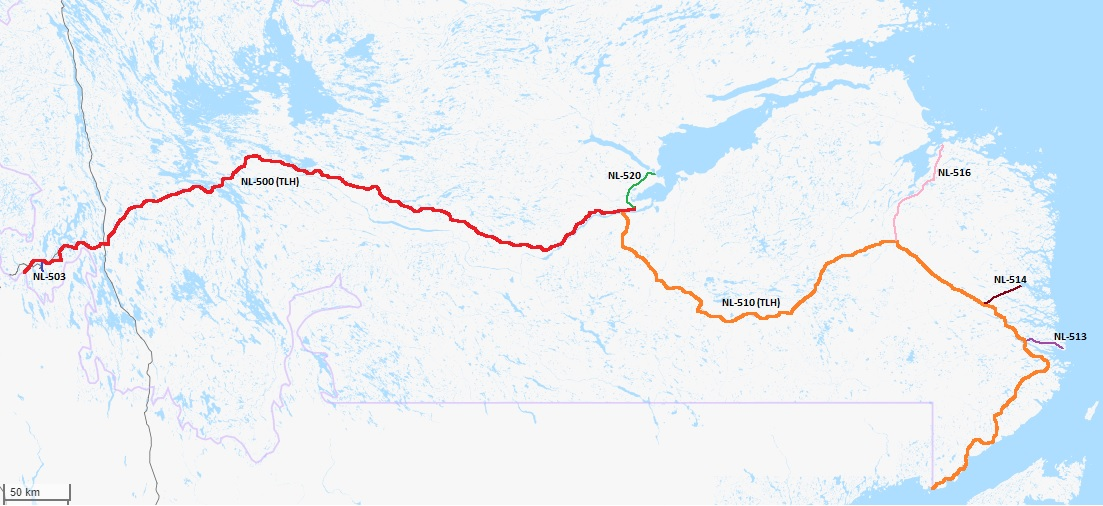
Provinciale wegen in Labrador. Cartwright Junction ligt aan de samenkomst van de NL-510 en de NL-516

Cartwright Junction is een kruispunt in de Canadese provincie Newfoundland en Labrador. Het is een T-splitsing bij de aansluiting van provinciale route 516 met de Trans-Labrador Highway. Cartwright Junction bevindt zich in een zeer afgelegen gebied in het oosten van de regio Labrador, waarbij het in eender welke richting  minimaal een honderdtal kilometer rijden is naar het dichtstbij gelegen dorp.
Nabij het kruispunt bevindt zich een depot waar passanten sinds februari 2024 gratis toegang hebben tot wifi. Dit voornamelijk uit veiligheidsoverwegingen omdat er in de wijde regio geen gsm-signaal beschikbaar is en mensen zo een plaats hebben om te communiceren langs het honderden kilometers lange onbewoonde deel van de Trans-Labrador Highway tussen Happy Valley-Goose Bay en Port Hope Simpson.

## Geschiedenis
Oorspronkelijk ging het zuidelijke deel van de Trans-Labrador Highway (TLH), namelijk provinciale route 510, van aan de zuidkust tot in Cartwright. De aanleg van deze weg begon in 1999 en was afgewerkt in 2003. In 2004 begon men met de verbinding van Route 510 met de noordelijke helft van de TLH (provinciale route 500). Dit project was afgewerkt begin 2010.
De aansluiting gebeurde in een afgelegen gebied op een rijafstand van zo'n 94 km ten zuiden van Cartwright. De splitsing ging daarop bekendstaan als Cartwright Junction. Het traject ten noorden ervan werd hernummerd naar Route 516 en werd dus een afslag van de hoofdroute.
Al in 2008 werd bij het kruispunt, namelijk zo'n 2 km oostelijk ervan, een depot gebouwd voor sneeuwruimvoertuigen. Het dient als uitvalsbasis van de sneeuwruimoperaties van de overheid tussen Charlottetown en Cartwright, evenals tot 70 km ver in de richting van Happy Valley-Goose Bay. Het heeft ook een kleine residentie waar drie tot vier wegenarbeiders kunnen verblijven tijdens de werkmaanden.
Sinds februari 2024 is er gratis publieke wifi voor passanten beschikbaar bij het depot, mogelijk gemaakt via Starlink. Langs het onbewoonde 400 km lange tracé van de TLH werd ook een tweede wifipunt beschikbaar gesteld, namelijk bij het depot van Crooks Lake. De twee communicatiepunten zijn belangrijk aangezien de TLH een van de meest geïsoleerde wegen van Noord-Amerika is.

## Ligging
Cartwright Junction ligt op bijna 300 km ten oosten van Happy Valley-Goose Bay en ruim 100 km ten noordwesten van Port Hope Simpson. De dichtstbij gelegen plaats is het 50 km noordelijker en aan Route 516 gelegen Paradise River. Dat is echter een gehucht zonder faciliteiten dat slechts vijf permanente inwoners telt (2021). Verder noordwaarts ligt het dorp Cartwright, op net geen 95 km van het kruispunt.
| Cartwright Junction                          | Cartwright Junction | Cartwright Junction                                    | Cartwright Junction | Cartwright Junction                     |
| -------------------------------------------- | ------------------- | ------------------------------------------------------ | ------------------- | --------------------------------------- |
|                                              |                     | 516 richting Paradise River (50 km) Cartwright (94 km) |                     |                                         |
|                                              |                     |                                                        |                     |                                         |
| 510 richting Happy Valley-Goose Bay (298 km) |                     |                                                        |                     |                                         |
|                                              |                     |                                                        |                     |                                         |
|                                              |                     |                                                        |                     | 510 richting Port Hope Simpson (106 km) |